# Maire de Champignac
Le maire de Champignac est un personnage de la série Spirou et Fantasio qui apparaît pour la première fois en 1951 dans l'album Il y a un sorcier à Champignac de Franquin et Henri Gillain, dès la première planche. 
Son nom est Gustave Labarbe. Il lui est « officiellement » donné par Franquin dans le journal de Spirou, no 1150, en mai 1960, à travers le mini-récit « l'encyclopédie Spirou », où il figure aux deux entrées « Champignac » et « Labarbe » (avec son portrait par Franquin). Ce nom reste une plaisanterie entre lecteurs du journal, et ne paraît pas dans les aventures dessinées, jusqu'à l'album Qui arrêtera Cyanure ? (1983)

## Le personnage
Le maire de Champignac est une des figures emblématiques du petit village de Champignac-en-Cambrousse, avec pour adjoint M. Duplumier. 
Petit, ventru, avec un visage ovale, dégarni, le maire arbore fièrement une belle moustache, noire comme ses cheveux.
Lors de sa première apparition dans  Il y a un sorcier à Champignac, il porte un ensemble constitué d'un pantalon, d'une chemise, d'une veste, d'une cravate et d'un chapeau melon, le tout noir à l'exception de la chemise, avec une petite chaîne dorée sur le ventre. Costume identique à celui qu'il porte lors de sa seconde apparition dans Le Dictateur et le Champignon.
C'est lors de l'album Le Voyageur du Mésozoïque qu'il arbore le costume qu'il garde ensuite tout au long de la série : sa chemise est désormais blanche et son gilet rouge. Il conserve le chapeau melon, la veste et le pantalon noirs.

### Caractère
(Convention typographique : contraction des titres des albums en un "mot-clé" - le plus évocateur - et présentation de la référence graphique - planche X/case Ny - sous la forme pl.X/Ny, sachant que les aventures de Spirou et Fantasio ont été publiées - hebdomadairement - par planches de sept strips ; chaque planche comprend donc les strips A à G, chacune ayant généralement de 1 à 4 cases ; ainsi peut-on décrire la sixième vignette de la page 27 de l'album Il y a un sorcier à Champignac comme suit : "Sorcier", pl.13/G2.)
Velléitaire, nettement moins courageux dans ses actes que dans ses paroles ("Sorcier", pl.8/E2, F1, pl.19/G1, G2), pleutre ("Sorcier", pl.7, 9, 19), voire froussard ("Mésozoïque", pl.16 ; pl.17/D1), c'est un personnage essentiellement imbu de lui-même, narcissique et mégalomane ("Sorcier", pl.1 ; ainsi que les multiples séquences statuaires) comme en témoignent les nombreuses statues à son effigie qui émaillent le village de Champignac - dont une de cinq mètres de haut (in Les Petits Formats). La plupart de ces statues finissent détruites d'une manière ou d'une autre, parfois du fait d'une invention du comte de Champignac.
Même s'il lui témoigne extérieurement du respect, voire de l'obséquiosité ("Sorcier", pl.1/E2 ; pl.5/F2) le maire est d'ailleurs prodigieusement agacé par le comte qu'il qualifie de « sorcier » ou de « fou » ; et par Spirou et Fantasio qu'il tient pour complices des « activités » du comte.
Brouillon et facilement perturbé, le maire commence par égarer le lecteur en désignant le comte par le titre nobiliaire de baron ("Sorcier", pl.1/D2 et E1). Ses administrés ne commettent pas cette même erreur, qui rétablissent bientôt son titre ("Sorcier", pl.5/F1). Le discours du maire à l'égard du comte devient toutefois confus dans "Sorcier", pl.9/B1 et B2, lorsqu'il lui adresse toute la litanie des titres : comte, puis baron, puis marquis, puis duc, avant de revenir à comte. S'agirait-il de l'ignorance d'un humble ou d'une manière habile du scénariste de rattraper la confusion initiale ("Sorcier", pl.1/D2 et E1) qui n'aurait donc pas été volontaire ?   
Emphatique et verbeux ("Sorcier", pl.5/E1), le maire de Champignac est célèbre pour ses discours xyloglottes, sans queue ni tête, et pour sa logorrhée. Du point de vue linguistique, ses discours se caractérisent par une accumulation d'expressions idiomatiques, métaphores approximatives, analogies maladroites, lieux communs et clichés, combinés de telle sorte qu'ils donnent des images incohérentes (ex. « C'est la goutte d'eau qui a mis le feu aux poudres », combinaison des expressions idiomatiques « C'est la goutte d'eau qui fait déborder le vase » et « C'est l'étincelle qui a mis le feu aux poudres » – phrase qui est ensuite réutilisée dans Gaston), ainsi que par leur syntaxe défectueuse où les compléments de phrase sont souvent mal placés, induisant une ambiguïté sur l'élément sur lequel ils portent.

## Discours et prises de parole du maire
Ces discours n'étaient pas rédigés par Greg, même si celui-ci était à la baguette du scénario. Franquin se réservait en effet l'écriture des discours du maire, dont l'influence venait, disait-il, du personnage créé par Henry Monnier : Monsieur Prudhomme.
Les sauts de lignes dans les citations qui suivent renvoient à des changements de vignettes dans les albums.

### Discours officiels
Le maire s’exprime à titre officiel devant le village réuni, souvent des inaugurations de statues.
Lors de l'inauguration d'une statue à son effigie, dans Le Dictateur et le champignon :

« Cette statue, dis-je, qui fut détruite dans des circonstances mystérieuses qui seront éclaircies lorsque la lumière sera faite sur cette affaire - mais j'ai déjà mon idée là-dessus -
… Euh… Je disais… Cette statue, j'ai décidé de la remplacer par une autre, encore plus émouvante, œuvre du sculpteur Mathieu Jules en bronze de toute beauté qui est un fils du pays dont nous sommes fiers et que je vais avoir l'honneur, la fierté et l'orgueil de dévoiler à l'instant devant vous, solennellement!
Le chef-d'œuvre que vous avez devant vous représente le Champignacien qui, fier de son agriculture et de son industrie, lance d'une main sûre un regard plein de confiance vers l'avenir qui l'attend… euh… de pied ferme…

Et c'est du haut du fier symbole au pied duquel j'ai l'honneur de me trouver en ce jour, que je dis, à chacun de vous, mes chers administrés, d'une voix vibrante :
Champignacien, Debout  »

Toujours à l'occasion de l'inauguration d'une statue, dans Les Petits Formats, à la suite de Spirou et les Hommes-bulles :

« … Ce chef-d'œuvre en pied, dû à un cerveau de chez nous marchant main dans la main avec le cœur de notre belle agglomération, contient à tout jamais dans le vide de ses flancs la plénitude du génie champignacien… »

Lors de la venue du préfet, pour la foire aux bestiaux annuelle, dans Le Prisonnier du Bouddha :

« Je serai bref… et je suis heureux d'être aujourd'hui présent parmi vous, parmi toutes ces magnifiques bêtes à cornes à la tête de laquelle Monsieur le Préfet nous fait l'honneur de s'asseoir, lui qui, debout à la proue du splendide troupeau de la race bovine du pays, tient, d'un œil lucide et vigilant, le gouvernail dont les voiles, sous l'impulsion du magnifique cheval de trait indigène, entraînant, sur la route toute droite de la prospérité, le Champignacien qui ne craint pas ses méandres, car il sait qu'en serrant les coudes il gardera les deux pieds sur terre, afin de s'élever, à la sueur de son front musclé, vers des sommets toujours plus hauts… »

Lors de l'inauguration de la statue à son effigie, fondue par l'explosion d'une bombe au métomol, dans l'épisode La Peur au bout du fil :

« … et si ces vandales font planer l'ombre menaçante de la main criminelle de l'anarchie qui, sous terre, ronge les bases de nos aspirations les plus hautes, ils nous trouveront debout, arc-boutés d'un pied vengeur sur notre courage légendaire pour relever ce fier symbole qui… »

### Échanges informels
Le maire s'adresse au Comte après que les Champignaciens, sous l'influence de la zorglonde, ont détruit la plupart de ses installations dans Z comme Zorglub :

«  Je suis venu vous dire que chaque Champignacien n'a pas assez de ses deux yeux pour pleurer lorsqu'il lance un regard bourrelé de remords en arrière vers les évènements violemment inexplicables d'avant-hier et vous ne pouvez imaginer, en particulier, combien ce souvenir est amer au maire… Mais cela ne se produira plus, car j'ai pris des mesures… Je viens d'interdire sur le territoire de la commune, tout rassemblement de plus d'une personne, jusqu'à nouvel ordre in-clu-si-ve-ment ! »

### Stylistique
Le maire use du zeugma, une figure de style qui consiste à faire dépendre d'un même mot deux termes disparates. 
Dans Il y a un sorcier à Champignac, page 13 : 

« Déjà un magnifique feu rouge, dont nous sommes fiers, règle électriquement et magistralement la circulation à l'entrée du village ! »

## Œuvres où le personnage apparaît

### Bandes dessinées
- Spirou et Fantasio : Il y a un sorcier à Champignac
- Spirou et Fantasio : Le Dictateur et le Champignon
- Spirou et Fantasio : Le voyageur du Mésozoïque
- Spirou et Fantasio : Le Prisonnier du Bouddha
- Spirou et Fantasio : Z comme Zorglub
- Spirou et Fantasio : Spirou et les Hommes-bulles
- Spirou et Fantasio : Panade à Champignac
- Spirou et Fantasio : Le Faiseur d'or
- Spirou et Fantasio : Tora Torapa
- Spirou et Fantasio : Du cidre pour les étoiles
- Spirou et Fantasio : L'Ankou
- Spirou et Fantasio : Qui arrêtera Cyanure ?
- Spirou et Fantasio : Le rayon noir
- Spirou et Fantasio : Alerte aux Zorkons
- Spirou et Fantasio : Dans les griffes de la Vipère
- Champignac : Enigma

### Séries animées
- Spirou (1993-1995)